# C5orf42
C5orf42‏ (Ciliogenesis and planar polarity effector 1) هوَ بروتين يُشَفر بواسطة جين C5orf42 في الإنسان.